# 宿田曽村
宿田曽村（しゅくたそむら）は、かつて三重県度会郡にあった村。現在の南伊勢町宿浦・田曽浦にあたる。

## 地理
- 海洋：五ヶ所湾
- 山岳：宿浅間山、田曽浅間山
- 島嶼：葛島

## 歴史
- 1889年（明治22年）4月1日 - 町村制の施行により、宿浦・田曽浦の区域をもって宿田曽村が発足。
- 1955年（昭和30年）2月11日 - 五ヶ所町・穂原村・南海村および神原村の一部（大字泉・神津佐・下津浦・木谷）と合併して南勢町が発足。同日宿田曽村廃止。

## 名所・旧跡
- 八柱神社
- 慈眼寺 - 田曽浦。
- 海禅寺 - 宿浦。